# Jon Hellesnes

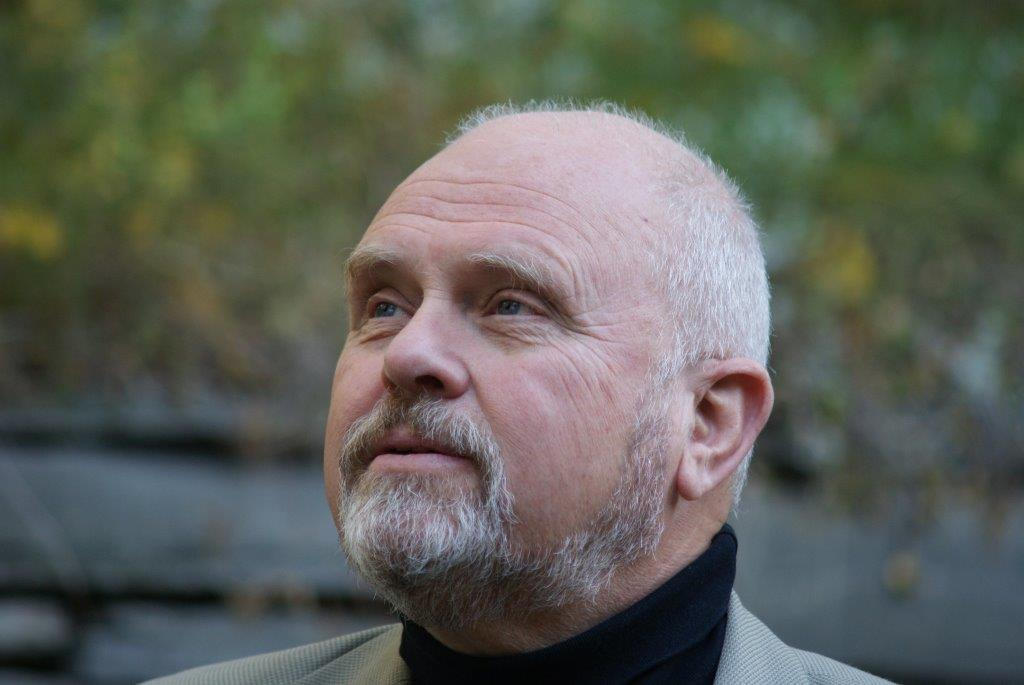
Jon Hellesnes 2017.

Jon Hellesnes, född 16 september 1939, är en norsk författare och filosof, professor i filosofi vid Universitetet i Tromsø 1985-2007.
År 2012 utnämndes han till hedersdoktor vid universitetet i Bergen.